# ديبورا نوريس لوغان
ديبورا نوريس لوغان (بالإنجليزية: Deborah Norris Logan)‏ هي كاتِبة أمريكية، ولدت في 19 أكتوبر 1761، وتوفيت في 1839 في فيلادلفيا في الولايات المتحدة.